# Muji
Ryohin Keikaku Co Ltd (株式会社良品計画, Kabushiki-gaisha Ryōhin Keikaku), mer känt som MUJI (無印良品, Mujirushi Ryōhin) är ett japanskt företag grundat 1989 som främst är känt för sina varors strama och sparsmakade design (mujirushi betyder "inget märke"). Företaget formger bl.a. en rad olika möbler och vardagsföremål, till exempel CD-spelare men är också verksamma på flera andra marknader som blomsterhandel, café och restaurang, cyklar, campingplatser och husbyggen. 2001 tillverkades en bil i samarbete med Nissan.